# Unione Sportiva Alessandro Volta 1930-1931
Questa voce raccoglie le informazioni riguardanti il Unione Sportiva Alessandro Volta nelle competizioni ufficiali della stagione 1929-1930.

## Stagione
In questa stagione l'Unione Sportiva Alessandro Volta ottiene il terzo posto della Seconda Divisione.

## Rosa
| N. |                   | Ruolo | Calciatore         |
| -- | ----------------- | ----- | ------------------ |
|    | Italia (bandiera) | D     | Guido Melloni      |
|    | Italia (bandiera) | ?     | G.B. Balleri       |
|    | Italia (bandiera) | D     | Revello            |
|    | Italia (bandiera) | C     | Rinaldo Boero      |
|    | Italia (bandiera) | C     | Barberis           |
|    | Italia (bandiera) | C     | Augusto Marchioro  |
|    | Italia (bandiera) | A     | Luigi Cusano       |
|    | Italia (bandiera) | A     | Frixione           |
|    | Italia (bandiera) | A     | Masera             |
|    | Italia (bandiera) | A     | Luigi Sanguineti   |
|    | Italia (bandiera) | ?     | Giuseppe Airoli    |
|    | Italia (bandiera) | A     | Giulio Marchese    |
|    | Italia (bandiera) | ?     | Gagliardo Marini   |
|    | Italia (bandiera) | ?     | Vincenzo Marotta   |
|    | Italia (bandiera) | ?     | Alberto Mascera    |
|    | Italia (bandiera) | ?     | Anselmo Nano       |
|    | Italia (bandiera) | ?     | Giuseppe Perazzini |
|    | Italia (bandiera) | ?     | Santo Perazzini    |
|    | Italia (bandiera) | ?     | Eugenio Piccardi   |
|    | Italia (bandiera) | A     | Benasè             |

| N. |                   | Ruolo | Calciatore          |
| -- | ----------------- | ----- | ------------------- |
|    | Italia (bandiera) | C     | Enrico Conte        |
|    | Italia (bandiera) | A     | Antonio Ulivieri    |
|    | Italia (bandiera) | A     | Sergio Cola         |
|    | Italia (bandiera) | ?     | Oreste Bianconi     |
|    | Italia (bandiera) | A     | Nello Vanni         |
|    | Italia (bandiera) | ?     | Giuseppe Bottaro    |
|    | Italia (bandiera) | ?     | Giorgio Cordanzo    |
|    | Italia (bandiera) | ?     | G.B. Delucchi       |
|    | Italia (bandiera) | A     | Stefano Dodero      |
|    | Italia (bandiera) | C     | Giovanni Gaggero    |
|    | Italia (bandiera) | ?     | Francesco Gandolfo  |
|    | Italia (bandiera) | ?     | Giuseppe Grammatico |
|    | Italia (bandiera) | ?     | Elio Lazzari        |
|    | Italia (bandiera) | ?     | Stefano Mazzariol   |
|    | Italia (bandiera) | ?     | Luigi Pietranera    |
|    | Italia (bandiera) | ?     | Arnaldo Puenza      |
|    | Italia (bandiera) | ?     | Antonio Risso       |
|    | Italia (bandiera) | ?     | Luigi Sanguineti    |
|    | Italia (bandiera) | ?     | Santo Sciaccaluga   |
|    | Italia (bandiera) | ?     | Augusto Marchioro   |